# 多别格涅夫
多别格涅夫（Dobiegniew）是位於波蘭的一座城市。屬盧布斯卡省。2004年，有人口3,189人。直到二戰之前，這座城市都屬於德國。

## 外部連結
- Official town website（页面存档备份，存于）
- Jewish Community in Dobiegniew（页面存档备份，存于） on Virtual Shtetl

52°58′N 15°45′E / 52.967°N 15.750°E